# Lucemburský rok

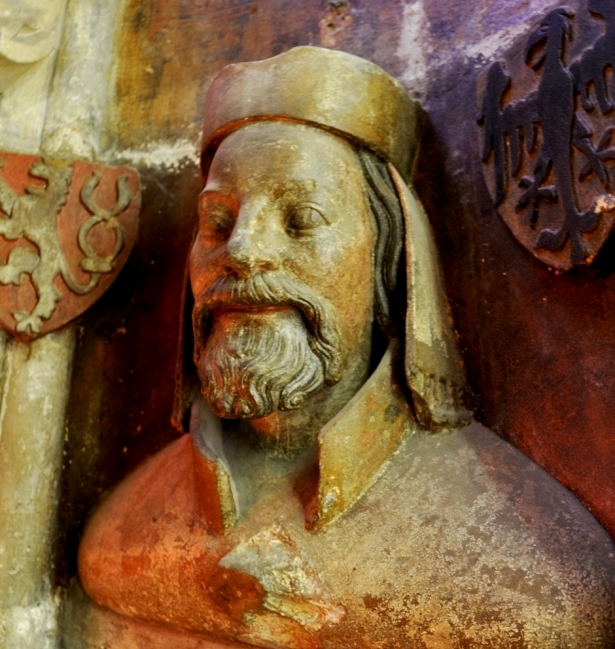
Busta Karla IV. v dolním triforiu katedrály sv. Víta v Praze

Lucemburský rok byl název projektu a kulturních akcí, které se konaly v roce 2016 v Česku jako součást projektu Po stopách šlechtických rodů, jehož hlavním organizátorem byl Národní památkový ústav.
Lucemburkové byli druhou českou královskou dynastií po Přemyslovcích. Zemím Koruny české vládli v letech 1310–1437. Karel IV. Lucemburský, český král a císař Svaté říše římské se narodil právě 700 let před rokem 2016, 14. května 1316 v Praze.

## Kronika lucemburského roku
Stručný výběr událostí:
- 26. dubna 2016: Slavnostní zahájení "roku" na půdě Univerzity Karlovy se konalo za účasti památkářů, rektora univerzity a ministra kultury.[1]
- 28. dubna 2016: Vydány příležitostné dopisnice.[2]
- 6. května 2016: Na Karlštejně zahájena výstava Karlštejnský poklad – kultura císařského dvora Karla IV.[3]
- 7. května 2016: Oslava na Karlově náměstí v Praze.[4]

## Kalendář akcí
Mezinárodní vědecká konference Císař Karel IV., země Koruny české a Evropa, 9.-12.5.2016, Vlastenecký sál, Karolinum v Praze.
Výstava Císař Karel IV. 1316-2016. Národní galerie v Praze / Valdštejnská jízdárna, 15. 5. - 25. 9. 2016; Germánské národní muzeum, Norimberk, 20. 10. 2016 - 5. 3. 2017 k700.eu Archivováno 12. 5. 2016 na Wayback Machine.. Kurátor Jiří Fajt.
Výstava Karlštejnský poklad a kultura dvorského prostředí Karla IV. konaná na Karlštejně prezentuje luxusní předměty denní potřeby, které byly nalezeny v 19. století v průběhu regotizace hradu. 7.5.-31.10.2016.
Výstava Lev a orlice na hradě Veveří připomene význam moravské větve Lucemburků.
Výstava Následovníci svatého Jiří na zámku v Jindřichově Hradci seznámí s působením vlivu lucemburského dvorského prostředí do kultury nejvyšších vrstev české šlechty.
Výstava Slovanský klášter Karla IV. Zbožnost, umění, vzdělanost. Emauzský klášter v Praze, 5. 5. – 21. 11. 2016.
Výstava Civitas Carolina aneb stavitelství doby Karla IV., Národní technické muzeum, 12.5.2016-5.2.2017.
Výstava Karel IV. a Nové Čechy. Obraz zapomenuté korunní země. Muzeum Cheb, 29. 4.-12. 6. 2016.
Výstava Severozápadní Čechy za vlády Lucemburků, Jízdárna zámku v Teplicích, 6.5.-30.10.2016.
Exteriérová výstava Šifra Otce vlasti v Praze na Václavském náměstí, 3. 5.-1. 6. 2016. Na pražském Vyšehradě 23. 6.- 31. 7. 2016. Výstava připravená v rámci projektu zaměřeného na prezentaci Nového Města pražského a osobnost Karla IV. coby stavitele a velkého vizionáře, který na krátký čas učinil z Prahy metropoli středověké Evropy. Ideová a urbanistická koncepce Nového Města, plánovaného jako zhmotnění nebeského Jeruzaléma, dodnes udivuje svou velkorysostí a promyšleností.
Středočeské územní odborné pracoviště NPÚ pořádá veřejně přístupný přednáškový cyklus Významné stavby doby Karla IV. ve středních Čechách a v říjnu 2016 také specializovanou odbornou konferenci zaměřenou na oděv v době lucemburské.

## Související památky
- Hrad Karlštejn
- Hrad Křivoklát
- Hrad Veveří
- Hrad Žebrák
- Hrad Točník
- Hrad Velhartice
- Hrad Loket
- Hrad Krakovec
- Hrad Bouzov
- Hrad Šternberk
- královská mincovna v Jáchymově
- zámek v Krásném Březně
- klášter v Kladrubech
- františkánský klášter v Chebu

### Ohlasy v médiích
- 2015-11-19 | Hrad představí unikátní výstavu, přípravy na Rok Karla IV. trvaly tři roky (aktualne.cz).
- 2015-12-01 | Výročí narození Karla IV. oficiálním výročím UNESCO (mzv.cz).
- 2016-03-21 | Památkáři budují na Veveří expozici o moravských Lucemburcích (ceskenoviny.cz).
- 2016-04-25 | Na 700. výročí Karla IV. jdou desítky milionů (mediar.cz). Přesně sedm století uplyne letos v sobotu 14. května od narození jedenáctého českého krále a zároveň římského císaře Karla IV. A letopočet 1316, kdy slavný Lucemburk přišel na svět, letos připomíná řada státem organizovaných akcí i speciálů komerčních i veřejnoprávních médií.
- 2016-04-30 | Generální ředitel Národní galerie Jiří Fajt: Karel IV. byl pro mě výzvou[nedostupný zdroj] (novinky.cz). "Od 15. května do 25. září bude ve Valdštejnské jízdárně v Praze otevřena česko-bavorská zemská výstava Císař Karel IV. (1316–2016). Je pořádaná při příležitosti sedmistého výročí narození panovníka z rodu Lucemburků. Podrobnosti sdělil Právu její kurátor, generální ředitel Národní galerie Jiří Fajt."
- 2016-05-03 | Představena poštovní známka připomínající Karla IV., bude vystavena Zlatá bula (ceskenoviny.cz).
- 2016-05-06 | Loket a Lauf zvou na výstavu o Karlu IV., v Lokti začala dnes (ceskenoviny.cz).
- 2016-05-06 | Květen ve znamení 700. výročí narození Karla IV. (mediaguru.cz). Přehled hlavních mediálních kampaní.
- 2016-05-06 | Jaký byl Karel IV. manžel, otec, člověk? (ihned.cz). Pět otázek pro předního českého historika Františka Šmahela, jehož práce patří k nejlepším, které byly o Karlu IV. vydány.
- 2016-05-06 | Vyvrcholením oslav narození Karla IV. bude mše v katedrále (denik.cz).
- 2016-05-06 | Originální předměty z doby Karla IV. putují z Uherského Hradiště na výstavu do Prahy (ceskatelevize.cz). "...monstrance a kříž z depozitáře Slováckého muzea putují z Uherského Hradiště do Prahy. Tam se stanou součástí jedné ze sedmi výstav na Pražském hradě, které připomenou sedmisté výročí narození Karla IV."
- 2016-05-06 | Premiér Sobotka a ministerský předseda Svobodného státu Bavorsko Horst Seehofer si společně připomenou 700 let od narození císaře Karla IV. (vlada.cz).
- 2016-05-09 | Koruna římského krále v Praze. Špičkové exponáty přiblíží Karla IV. (lidovky.cz).
- 2016-05-09 | S Lukášem Kunstem o projektu Lucemburský rok (propamatky.info). Rozhovor s garantem projektu.
- 2016-05-11 | Topmanažer Karel IV. (ihned,cz). Jiří Fajt k výstavě ve Valdštejnské jízdárně v Praze.
- 2016-05-13 | Předměty a dokumenty dotýkané Karlem IV. vypráví příběh o panování a ukazují jeho světlé i stinné stránky (rozhlas.cz). O výstavě ve Valdštejnské jízdárně hovoří Jiří Fajt.
- 2016-05-13 | Měl Otec vlasti tak trochu slabost pro Kolín? (kolinsky.denik.cz). Vladimír Rišlink z Regionálního muzea v Kolíně o stavbách z doby Karla IV. v Kolíně a okolí.